# Al Adamson
Al Adamson (voller Name Albert Victor Adamson junior; * 25. Juli 1929 in Hollywood, Kalifornien, USA; † 21. Juni 1995 in Indio, Kalifornien, USA) war ein US-amerikanischer Filmregisseur und -produzent, der insbesondere im Low-Budget-Sektor tätig war.

## Werk
Al Adamson wurde als Sohn der Schauspielerin Dolores Booth und des Schauspielers und Regisseurs Victor Adamson geboren. Durch den B-Film-Veteran Victor Adamson kam Sohn Al auch zum Film. Er arbeitete 1961 bei den Dreharbeiten zu dem Western Half Way to Hell zum ersten Mal an einem Film mit.
1966 gründete Al Adamson mit seinem Partner Sam Sherman die Produktionsgesellschaft Independent-International Pictures. In der Folgezeit drehte und produzierte Adamson Low-Budget-Filme für den US-amerikanischen Autokinomarkt. Dabei arbeitete er in den verschiedensten Genren, wie z. B. Western, Horror, Science-Fiction, Action und Softsex.
Für seine Werke, die schnell und billig hergestellt wurden, konnte Adamson Darsteller, deren Karriere auf dem absteigenden Ast waren, gewinnen. So drehte er u. a. mit George Lazenby, John Carradine, Russ Tamblyn, Lon Chaney jr. und Kent Taylor.

## Privatleben
Al Adamson heiratete 1972 die Schauspielerin Regina Carrol, die auch oftmals in seinen Filmen auftrat. Am 4. November 1992 verstarb Regina Carrol an Krebs. Von 1993 bis zu seinem Tod war Adamson dann in zweiter Ehe mit der Schauspielerin Stevee Ashlock verheiratet.
Al Adamson wurde im Juni 1995 in seinem Haus ermordet. Der Handwerksunternehmer Fred Fulford, der Adamsons Haus umbaute und während der Umbauarbeiten dort auch lebte, wurde schuldig befunden, den Regisseur ermordet und dessen Leiche einbetoniert zu haben. Das Gericht verurteilte Fulford zu 25 Jahren Gefängnis.
Das Verbrechen wurde in der US-Serie Forensic Detectives des Senders Investigation Discovery dokumentiert.

## Filme (Auswahl)
Abkürzungen: W = Writer; R = Regie; P = Produktion; D = Darsteller
- 1934/35: Desert Mesa – D
- 1938/39: Mormon Conquest – D (verschollen)
- 1958/60: Half Way to Hell – Co-R; P; D
- 1964–73: Psycho A Go-Go/The Fiend with the Electronic Brain/Blood of Ghastly Horror – W; R; D
- 1966/69: Fünf blutige Gräber (Five Bloody Graves) – R; P; D
- 1966/69: Dracula und seine Opfer (Blood of Dracula's Castle) – R; P
- 1966/70: Astro-Vampire – Todesmonster aus dem All/Invasion der blutrünstigen Bestien (Horror of the Blood Monsters) – R: P; D
- 1967/69: The Fakers/Hell Bloody Devils – R; P
- 1968/72: Lash of Lust – R (unter alias George Sheaffer) (verschollen)
- 1968/69: Die Sadisten des Satans (Satan's Sadists) – W; R; P
- 1969/71: Draculas Bluthochzeit mit Frankenstein (Dracula vs Frankenstein) – R; P; D
- 1969/72: Doomsday Voyage – Co-R; P
- 1969/71: Des Satans heisse Katzen (The Female Bunch) – R
- 1970/72: Angels’ Wild Women – W; R; D
- 1971:    Brain of Blood – R
- 1972:    Hammer (Hammer) – P
- 1972/73: Mean Mother – R
- 1973:    The Naughty Stewardesses – R; P
- 1973:    Cry Rape (Fernsehfilm) – P
- 1973/74: Die Dynamit Brothers (The Dynamite Brothers) – R
- 1974:    Girls for Rent/I Spit on Your Corpse – R
- 1974/75: Jessi's Girls (Jessi's Girls) – R; P
- 1975:    Blazing Stewardesses – R; D
- 1975/76: Town-Rats/Das Syndikat des Todes (Black Heat/The Murder Gang/Girls' Hotel) – R; P
- 1976:    Nurses for Sale – R
- 1976:    Black Samurai – R
- 1976/77: Nurse Sherri – R
- 1976/77: Uncle Tom's Cabin – W; R
- 1976/77: Liebe im Raumschiff Venus (Cinderella 2000) – R; P
- 1977/78: Flotte Teens in Amerika (Sunset Cove) – R
- 1977/78: Der Einzelkämpfer/Kommando Todesformel (Death Dimension) – R; D
- 1978:    Bedroom Stewardesses – W; R
- 1980/83: Doctor Dracula – R; D
- 1980/83: Carnival Magic (Carnival Magic) – R
- 1980/82: Chuck Connors’ Great Western Theatre (Fernsehserie) – R
- 1982/83: Lost/Buddy + Skipper – R
- 1992/94: Beyond This Earth – Co-R
- 1992/94: From Other Worlds – Co-R
- 1994/20: The Happy Hobo – Presentation Reel – R
- 1994/95: Al Adamson – Drive-In Monster (Dokumentation) – Mitwirkung
- 2018/19: Blood & Flesh – The Real Life & Ghastly Death of Al Adamson (Dokumentation)